# Чатер, Пол
Сэр Хачик Пол Чатер (Sir Catchick Paul Chater, Փոլ Չաթեր, 遮打, 8 сентября 1846 года, Калькутта — 27 мая 1926 года, Гонконг) — влиятельный предприниматель и филантроп армянского происхождения, сделавший карьеру в Британском Гонконге, был консулом Высшего мирового суда Гонконга (1876—1926), членом Исполнительного совета Гонконга (1896—1926) и Законодательного совета Гонконга (1900—1906), более сорока лет являлся советником губернаторов Гонконга, рыцарь ордена Британской империи и ордена Святого Михаила и Святого Георгия.

## Биография
Хачик Погос Аствачатур или Аствацатурян (Խաչիկ Պողոս Աստվածատրյան) родился в 1846 году в Калькутте (Британская Индия) и был крещён в армянской церкви Святого Назарета. Его отец Чатер Пол Чатер работал в колониальной администрации государственным служащим и имел в браке с женой Мириам тринадцать детей. В возрасте семи лет Хачик осиротел и по стипендии начал учиться в калькуттском колледже La Martiniere (позже он пожертвовал школе большую сумму и спас её от закрытия). В 1864 году Хачик перебрался в Гонконг, где первое время жил в семье своей сестры Анны и её мужа.
В первые годы проживания в Гонконге Чатер работал помощником в The Bank of Hindustan, China & Japan, позже при помощи еврейской семьи Сассун стал работать биржевым брокером, торговал золотыми слитками и земельными участками. Также Чатер самостоятельно исследовал побережье и дно бухты Виктория, задумав расширить территорию с помощью насыпных работ. Кроме того, он начал приобретать для правительства Гонконга земли, ранее принадлежавшие британской армии и флоту.
В 1868 году Чатер совместно с парским коммерсантом Хормусджи Наороджи Моди основал успешную компанию Chater & Mody. Чатер активно продвигал в Гонконге масонство и в феврале 1882 года стал региональным Великим магистром Южного Китая.  
В 1886 году Чатер помог шотландцу Патрику Менсону основать первую в Гонконге молочную ферму (сегодня она известна как торговая группа Dairy Farm International Holdings в составе Jardine Matheson). В том же году Чатер вошёл в состав Законодательного совета Гонконга, заняв место Фредерика Дэвида Сассуна. В 1889 году Пол Чатер и Джеймс Джонстоун Кесвик основали компанию Hongkong Land, которая занималась строительством, насыпными работами и операциями с недвижимостью.    

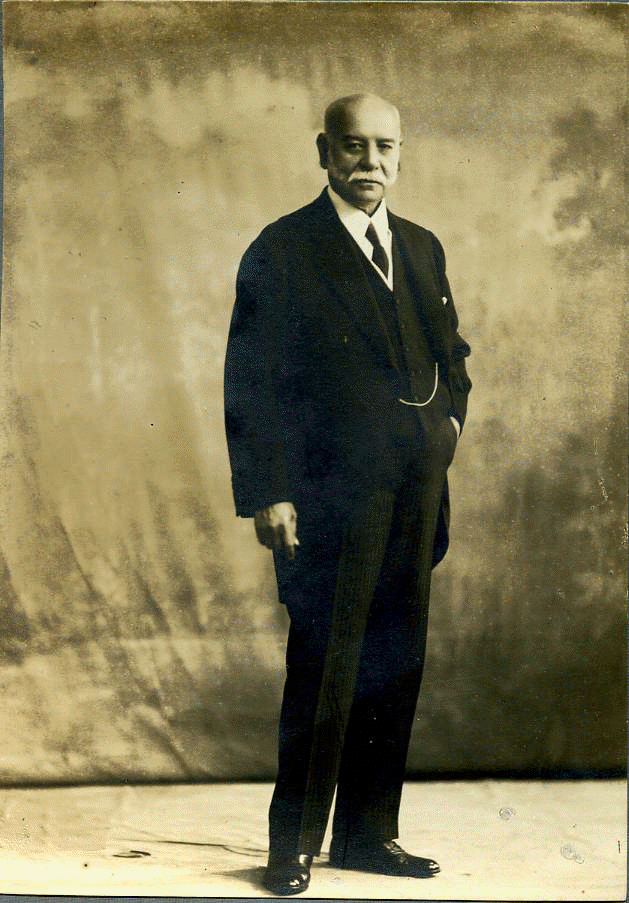
Пол Чатер в 1903 году

Воспользовавшись своими связями в Исполнительном совете Гонконга, Чатер тайно приобрёл старое кладбище в районе Ваньчай и построил там первую электростанцию колонии. Основанная Чатером в 1890 году компания Hongkong Electric стала монополистом на рынке электроэнергии и уже через год обеспечивала ей свыше 600 зданий (другими акционерами Hongkong Electric стали Сассуны и Jardine Matheson).
У Чатера было две страсти — крикет и скачки, он регулярно играл за Hong Kong Cricket Club и ни разу не пропустил еженедельные скачки на ипподроме в районе Хэппи-Вэлли. В 1872 году он открыл собственную конюшню (Chater Stable), которая победила во множестве гонок. В 1955 году престижный кубок гонконгского этапа Тройной короны был назван в честь Чатера (Hong Kong Champions & Chater Cup).  
В 1896 году Чатер стал членом Исполнительного совета Гонконга и заседал там вплоть до своей смерти в 1926 году. В 1901—1904 годах Чатер построил свой знаменитый Marble Hall, использовав для декорирования импортированный из Европы мрамор. Особняк служил не только жилой резиденцией Чатера, но и местом хранения его богатейшей коллекции китайского фарфора. В 1902 году король Эдуард VII посвятил Чатера в рыцари, в 1904—1906 годах на средства Чатера была построена англиканская церковь Святого Андрея.
Кроме вышеперечисленных в разные годы Чатер занимал следующие должности: магистр масонской ложи «Настойчивость» (1873), региональный Великий магистр Гонконга и Южного Китая (1882—1909), директор Dairy Farm Co (1886), консул Сиама в Гонконге, председатель и казначей юбилейного комитета королевы Виктории (1887), председатель совета управляющих Hong Kong Jockey Club (1892–1926), член Почётного легиона французского правительства в Тонкине (1892), член Общественного комитета по освещению (1896), председатель Бриллиантового юбилейного комитета королевы Виктории (1897). В 1923 году Чатер получил почётную степень доктора права за то, что долгое время был почётным казначеем Гонконгского университета.
Пол Чатер умер в 1926 году и был похоронен на Гонконгском кладбище в Хэппи-Вэлли. Он завещал Marble Hall со всей коллекцией фарфора и картин властям Гонконга. Оставшаяся часть состояния была передана армянской церкви Святого Назарета в Калькутте, которая использовала эти средства для содержания дома престарелых (The Sir Catchick Paul Chater Home). Если Роберт Хотхун был неформальным лидером «евразийской» общины Гонконга (китайско-европейские метисы), то Чатер в конце XIX — первой четверти XX века негласно возглавлял «индийскую» общину колонии (выходцы из Британской Индии армянского, парсского и еврейского происхождения).

## Память и наследие

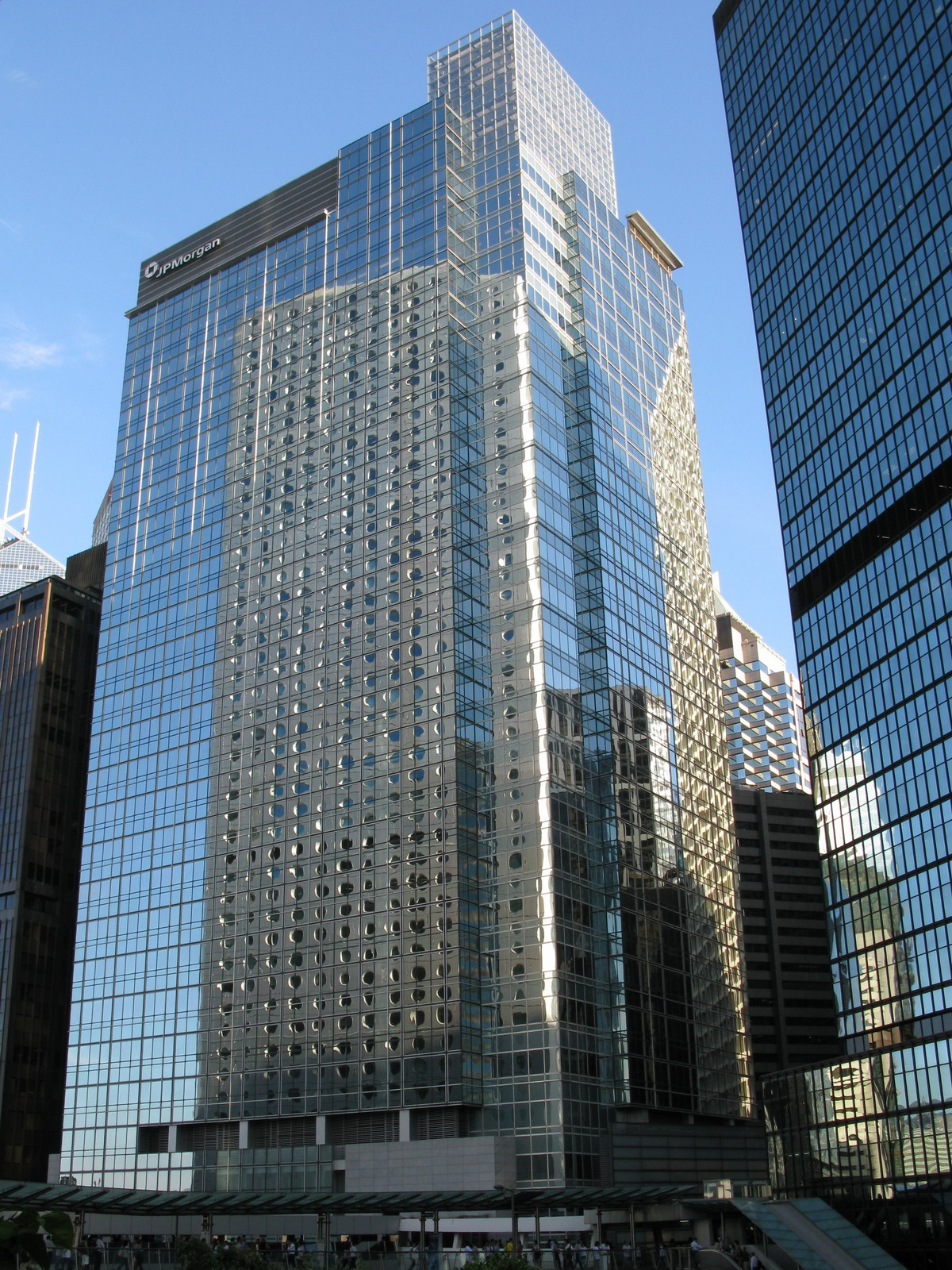
Чатер-хаус

После смерти мужа вдова Чатера проживала в Marble Hall как пожизненный арендатор вплоть до своей кончины в 1935 году. После этого здание официально перешло под контроль властей и было переименовано в Admiralty House (здесь размещалась резиденция командующего британским флотом). Особняк, окружённый обширным садом, славился на весь Гонконг своим итальянским и греческим мрамором, а также отделкой из тика и красного дерева. Во время войны японцы заняли здание под свои нужды, в 1946 году оно сгорело дотла и было снесено в 1953 году. Сегодня на месте Marble Hall размещается правительственный жилой дом Chater Hall Flats.
Обширная коллекция Чатера, включавшая картины, гравюры, эскизы, книги и фотографии (большинство произведений было посвящено пейзажам Южного Китая, сценам в китайских портах и британской деятельности в Китае), была рассеяна и частично уничтожена во время японской оккупации. Сохранилось лишь 94 предмета из 430, которые сегодня выставлены в Гонконгском музее искусств.
В Центральном районе Гонконга по-соседству расположены улица Чатер-роуд и общественный парк Чатер-Гарден, названные в честь Пола Чатера и построенные на землях, отвоёванных им у моря. С 1851 года на месте нынешнего парка располагался Гонконгский крикет-клуб, но после его переезда во второй половине 1970-х годов вместо игрового поля и трибун были обустроены сад с искусственными водоёмами. На Чатер-роуд возвышается 30-этажная офисная башня Chater House, принадлежащая компании Hongkong Land, основанной Полом Чатером. В холле здания расположены бюст Чатера и мемориальная доска с его рельефным изображением.
В районе Кеннеди-таун (Сайвань) расположена улица Катчик-стрит или Хачик-стрит (Catchick Street, 吉席街), также названная в честь сэра Хачика Пола Чатера.        

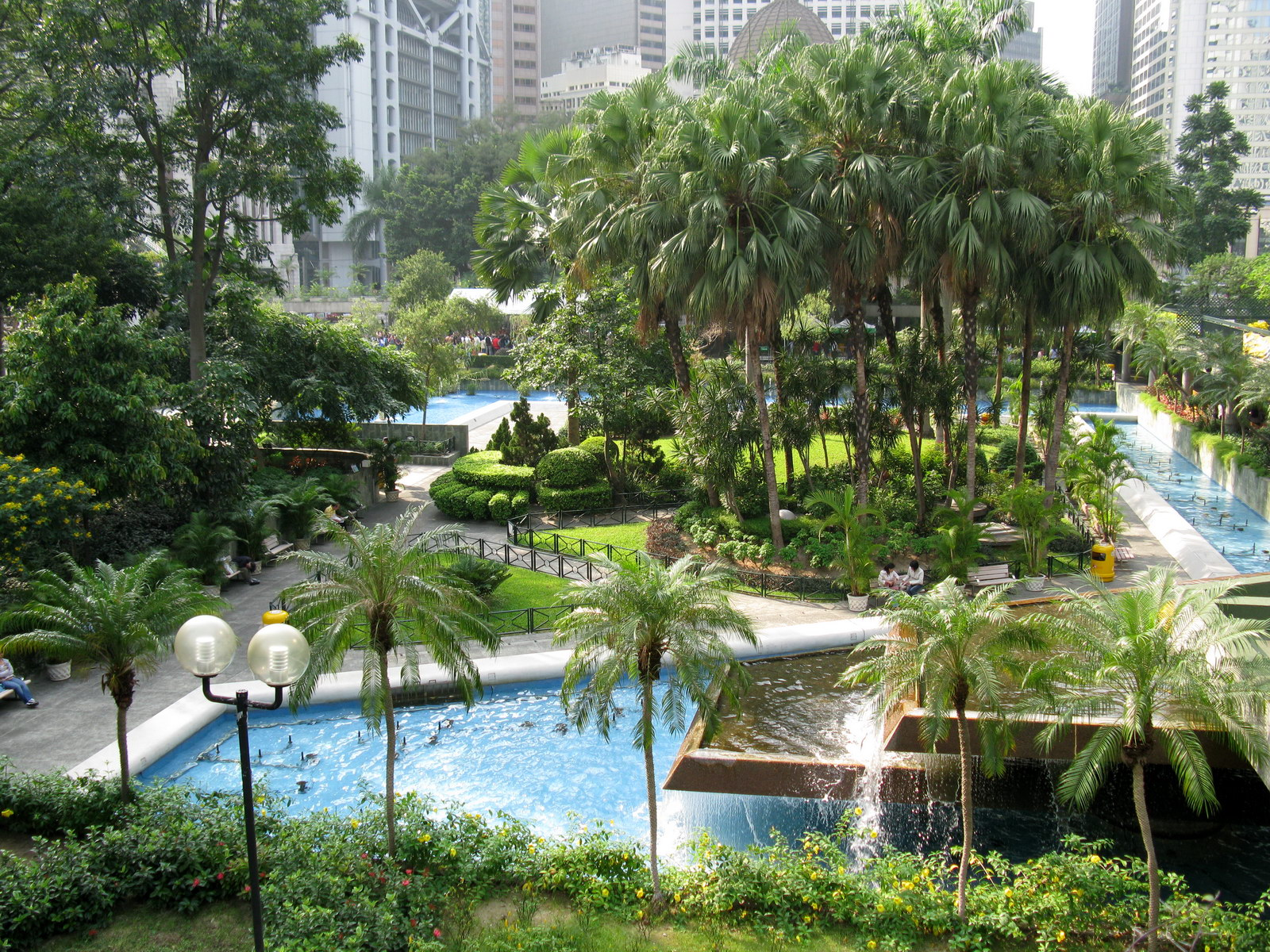
Чатер-гарден
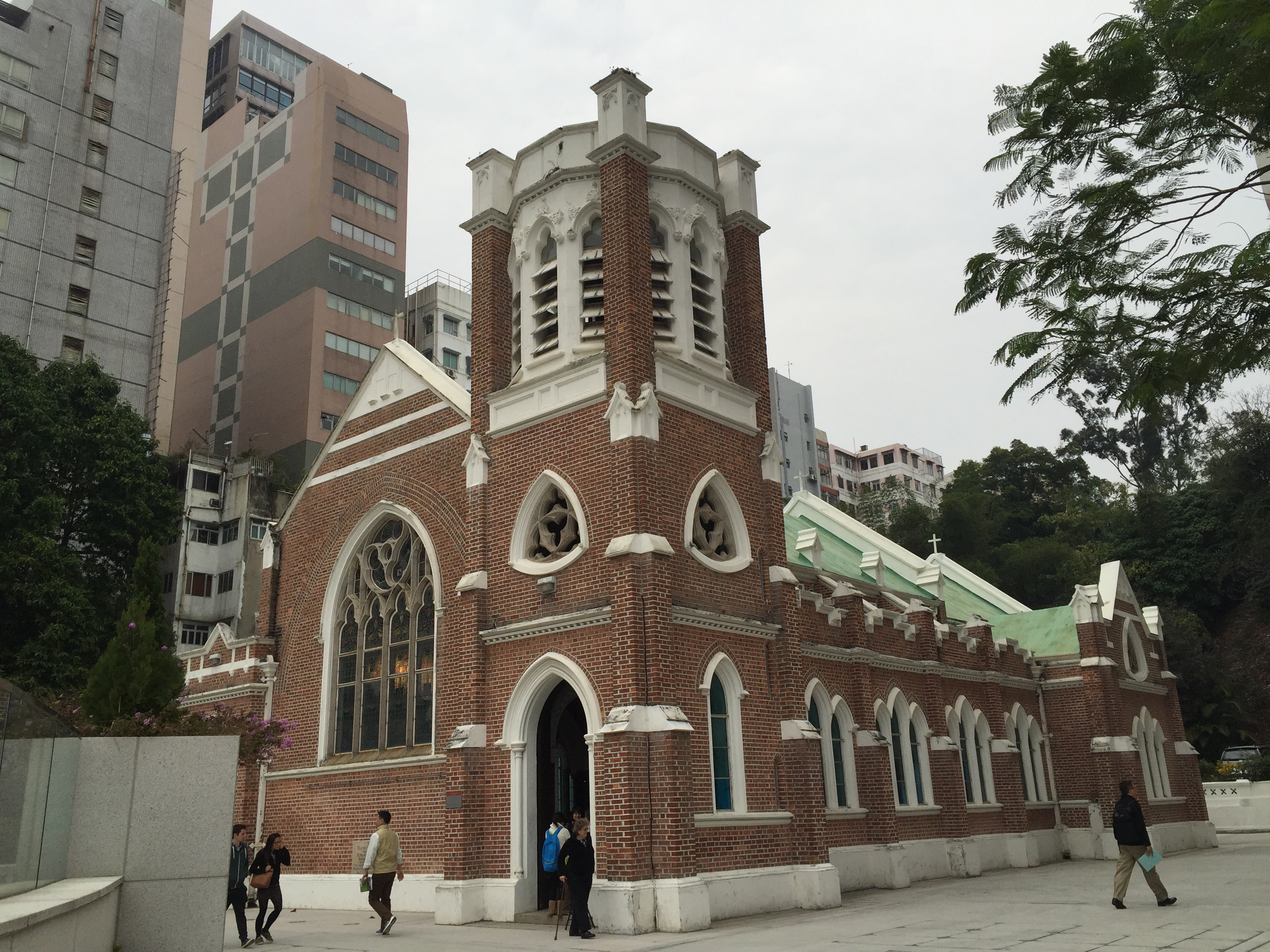
Церковь Святого Андрея
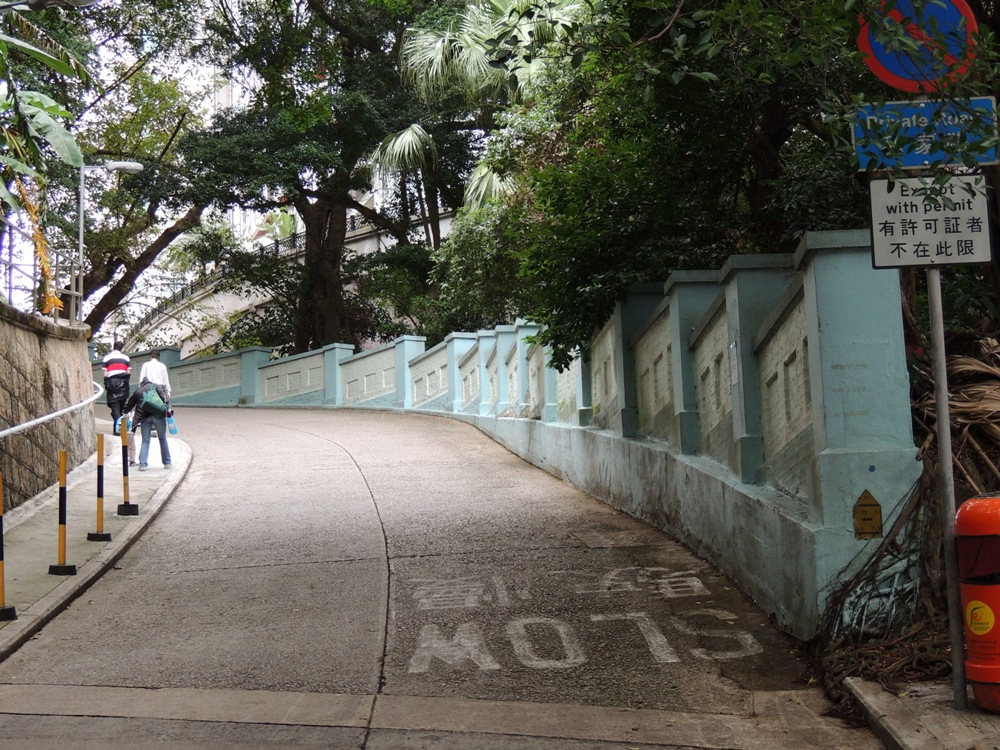
Ограда бывшего Marble Hall
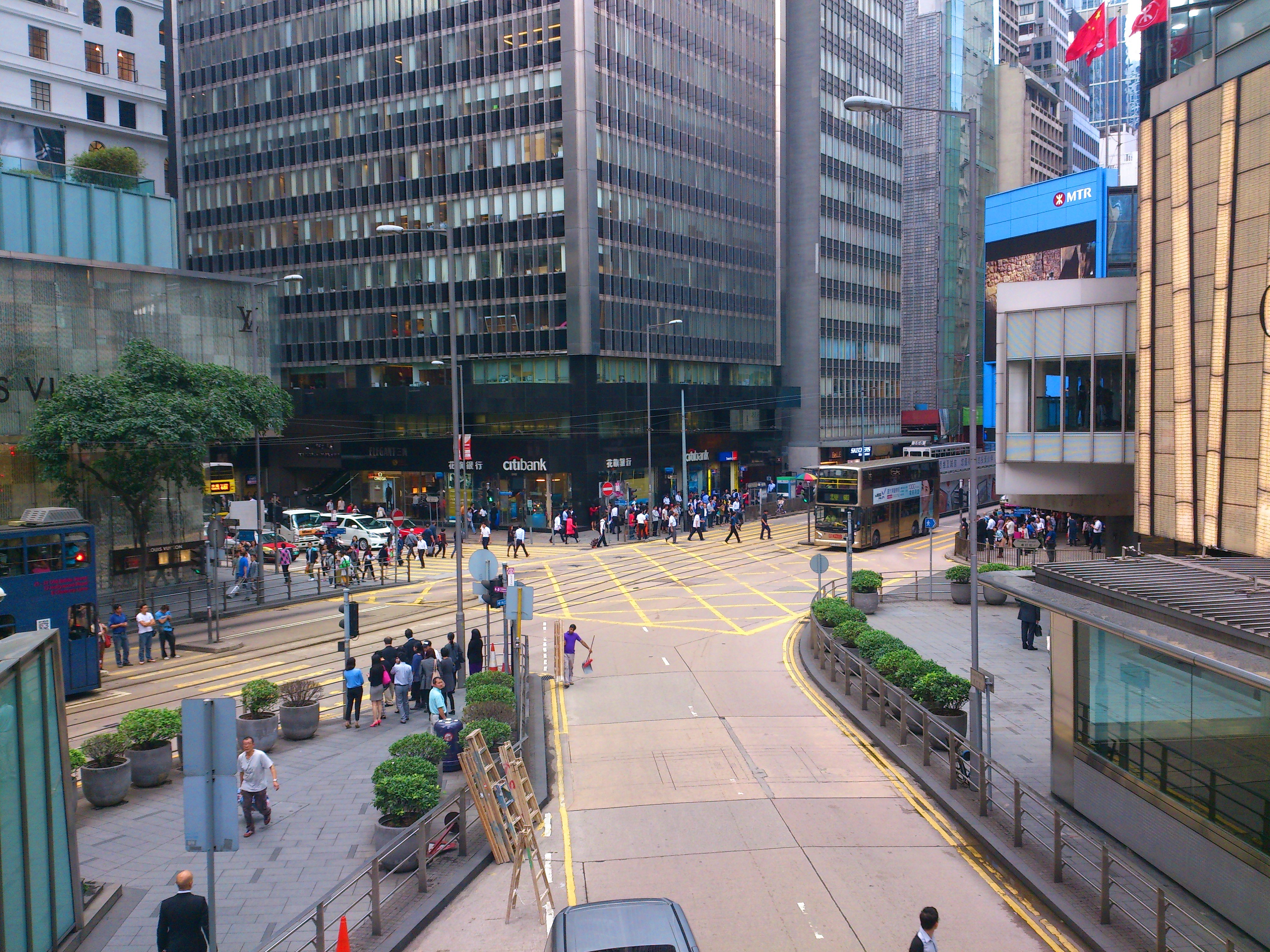
Чатер-роуд
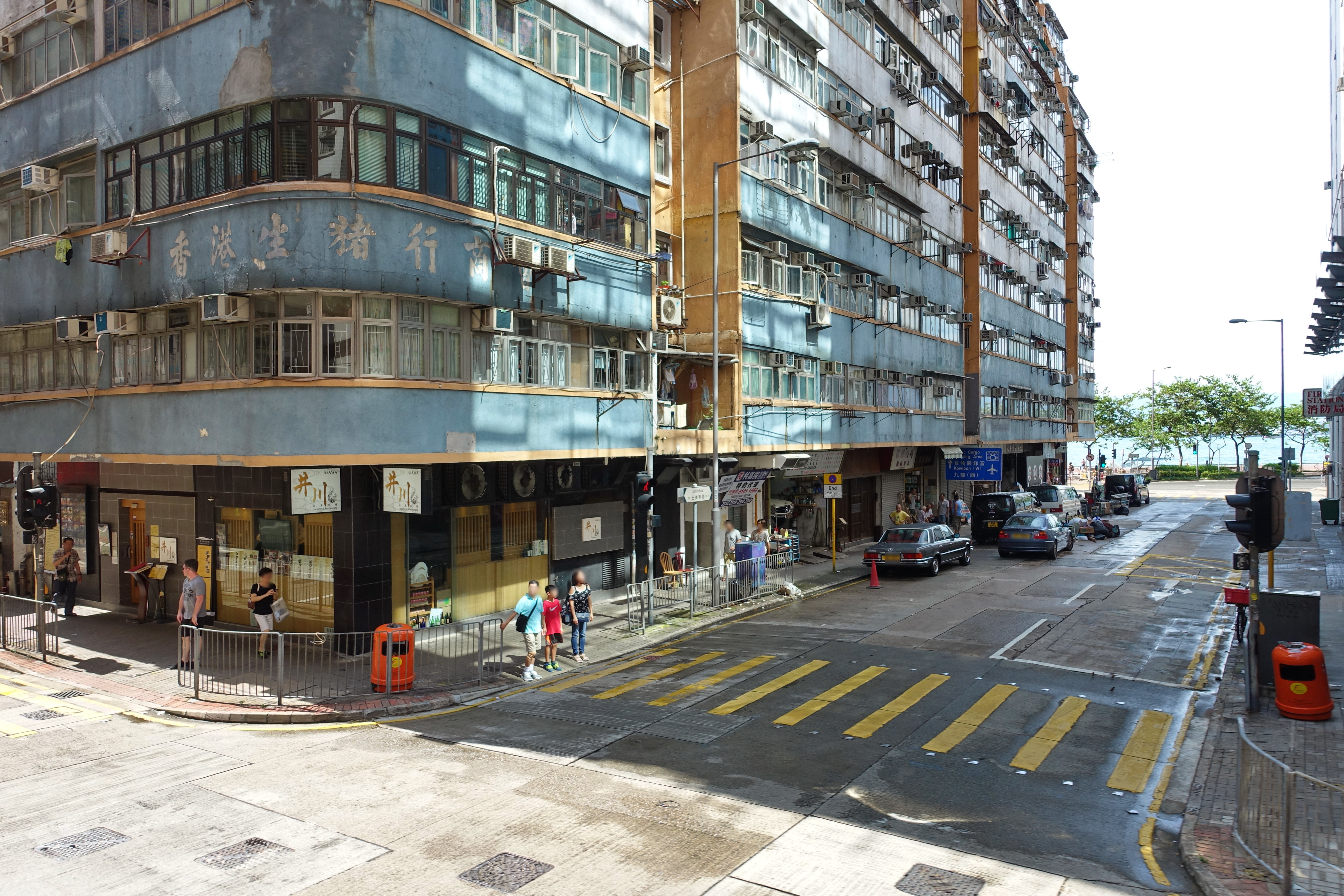
Хачик-стрит